# ديفيد كارمونا
ديفيد كارمونا (بالإسبانية: David Carmona Escobedo) هو لاعب كرة قدم إسباني في مركز نصف الجناح، ولد في 12 يوليو 1984 في إسبانيا. لعب مع نادي ديبورتيفو الكالا.

## وصلات خارجية
- ديفيد كارمونا على موقع قاعدة بيانات كرة القدم.إي يو (الإنجليزية)
- ديفيد كارمونا على موقع AS.com (الإسبانية)